# 7847 Маттіаорсі
7847 Маттіаорсі (7847 Mattiaorsi) — астероїд головного поясу, відкритий 14 лютого 1996 року.
Тіссеранів параметр щодо Юпітера — 3,200.